# Sveto pismo
Sveto pismo ali Biblija (iz starogrške besede starogrško βιβλια: biblia, kar pomeni knjige) je sveta knjiga krščanstva. Sestavljata jo dva dela: Stara in Nova zaveza. Stara zaveza, po hebrejsko Tanak,  predstavlja sveto knjigo tudi za pripadnike judovske vere in izhaja še iz časov pred Jezusom Kristusom.
Sveto pismo je najbolj brana knjiga v zgodovini. Prevedena je v več kot 2.400 jezikov. Ima velik pomen za današnjo kulturo in kot delo jo lahko gledamo iz različnih strani: kot versko ali zgodovinsko knjigo, saj vsebuje mnogo podatkov o zgodovini Judov ter dogajanju v Palestini ob začetku našega štetja.  
Stara zaveza je večinoma pisana v hebrejščini, deloma tudi v aramejščini in grščini, Nova zaveza pa samo v grščini. Prvi prevod Stare zaveze v grščino se imenuje Septuaginta. Nastal je v 3. in 2. stoletju pr. n. št. Ime izvira iz domnevnega števila prevajalcev - 70. Prvi prevodi Svetega pisma v latinščino so bili narejeni iz grške Septuaginte in nosijo skupno ime Vetus Latina. Iz izvirnih jezikov pa je Sveto pismo v latinski jezik prvi prevedel sveti Hieronim v 4. stoletju. Prevod se imenuje Vulgata (latinsko splošno razširjena). Večina prevodov v evropske jezike je temeljila prav na Vulgati. Njegov zapis je bil tudi najbolj cenjen v srednjem veku. Danes pa se biblija prevaja skoraj izključno iz izvirnega hebrejskega, aramejskega in grškega besedila.

## Razdelitev
Sveto pismo je sestavljeno iz 73 knjig, od katerih jih Stara zaveza vsebuje 46, Nova zaveza pa 27. Nekatere krščanske skupnosti, kot so evangeličani, Jehovove priče in druge, uporabljajo Sveto pismo z 39 knjigami Stare zaveze, saj ne priznavajo kanoničnosti sedmih tako imenovanih devterokanoničnih knjig, kakršne so vsebovane v Septuaginti. Obstajajo pa tudi novozavezne devterokanonične knjige, ki jih je prav tako sedem, te pa so: Pismo Hebrejcem, Jakobovo pismo, 2. Petrovo pismo, 2. Janezevo pismo, 3. Janezevo pismo, Judovo pismo in Razodetje (in niso sporne za nobeno skupnost). O zgodovini vključevanja knjig v kanon glej članek Svetopisemski kanon.

### Seznam knjig
V oklepajih so navedene krajšave knjig, kakršne se v teološki literaturi uporabljajo pri citiranju.
| Stara zaveza – Tanakh, Mikra – Branje 39 knjig: judovstvo, protestantizem, Jehovove priče, mormoni | Postava – Tora, Pentatevh – Peteroknjižje     | Postava – Tora, Pentatevh – Peteroknjižje | Postava – Tora, Pentatevh – Peteroknjižje | - 1. Mojzesova knjiga – Geneza (1 Mz) - 2. Mojzesova knjiga – Eksodus (2 Mz) - 3. Mojzesova knjiga – Levitik (3 Mz) - 4. Mojzesova knjiga – Numeri (4 Mz) - 5. Mojzesova knjiga – Devteronomij (5 Mz) |
| Stara zaveza – Tanakh, Mikra – Branje 39 knjig: judovstvo, protestantizem, Jehovove priče, mormoni | Preroki – Neviim                              | Zgodnji                                   | Zgodnji                                   | - Jozue (Joz) - Sodniki (Sod) - 1. Samuelova knjiga (1 Sam) - 2. Samuelova knjiga (2 Sam) - 1. knjiga kraljev (1 Kr) - 2. knjiga kraljev (2 Kr) |
| Stara zaveza – Tanakh, Mikra – Branje 39 knjig: judovstvo, protestantizem, Jehovove priče, mormoni | Preroki – Neviim                              | Poznejši                                  | Veliki                                    | - Izaija (Iz) - Jeremija (Jer) - Ezekiel (Ezk) |
| Stara zaveza – Tanakh, Mikra – Branje 39 knjig: judovstvo, protestantizem, Jehovove priče, mormoni | Preroki – Neviim                              | Poznejši                                  | Mali                                      | - Ozej (Oz) - Joel (Jl) - Amos (Am) - Abdija (Abd) - Jona (Jon) - Mihej (Mih) - Nahum (Nah) - Habakuk (Hab) - Sofonija (Sof) - Agej (Ag) - Zaharija (Zah) - Malahija (Mal) |
| Stara zaveza – Tanakh, Mikra – Branje 39 knjig: judovstvo, protestantizem, Jehovove priče, mormoni | Spisi – Ketuvim, Hagiografi – Sveti pisatelji | Veliki                                    | Veliki                                    | - Psalmi (Ps) Psalm 151 (pravoslavje) Psalmi 152–155 (sirsko krščanstvo) - Job (Job) - Pregovori (Prg) |
| Stara zaveza – Tanakh, Mikra – Branje 39 knjig: judovstvo, protestantizem, Jehovove priče, mormoni | Spisi – Ketuvim, Hagiografi – Sveti pisatelji | Mali                                      | Mali                                      | - Ruta (Rut) - Visoka pesem (Vp) - Pridigar (Kohelet) (Prd) - Žalostinke (Žal) - Estera (Est) Estera (grška) (EstG) (katolicizem, pravoslavje) - Daniel (Dan) Dodatki (grški) k Danielu (DanD) (katolicizem, pravoslavje) - Ezra (Ezr) - Nehemija (Neh) - 1. kroniška knjiga (1 Krn) - 2. kroniška knjiga (2 Krn) Manasejeva molitev (pravoslavje) |
| 46 knjig: katolicizem                                                                              | Devterokanonične knjige                       | Zgodovinske                               | Zgodovinske                               | - Judita (Jdt) - Tobit (Tob) - 1. knjiga Makabejcev (1 Mkb) - 2. knjiga Makabejcev (2 Mkb) |
| 46 knjig: katolicizem                                                                              | Devterokanonične knjige                       | Modrostne                                 | Modrostne                                 | - Knjiga modrosti (Mdr) - Sirah (Sir) |
| 46 knjig: katolicizem                                                                              | Devterokanonične knjige                       | Preroške                                  | Preroške                                  | - Baruh (Bar) |
| 51 knjig: pravoslavje                                                                              | Devterokanonične knjige                       | Devterokanonične knjige                   | Devterokanonične knjige                   | - 1. Ezrova knjiga - 2. Ezrova knjiga - 3. knjiga Makabejcev - 4. knjiga Makabejcev - Hvalnice |
| Nova zaveza 27 knjig: splošno sprejemajo vse krščanske verske skupnosti                            | Zgodovinske                                   | Zgodovinske                               | Zgodovinske                               | - Evangelij po Mateju (Mt) - Evangelij po Marku (Mr) - Evangelij po Luku (Lk) - Evangelij po Janezu (Jn) - Apostolska dela (Apd) |
| Nova zaveza 27 knjig: splošno sprejemajo vse krščanske verske skupnosti                            | Modrostne                                     | Modrostne                                 | Modrostne                                 | - Pismo Rimljanom (Rim) - 1. pismo Korinčanom (1 Kor) - 2. pismo Korinčanom (2 Kor) - Pismo Galačanom (Gal) - Pismo Efežanom (Ef) - Pismo Filipljanom (Flp) - Pismo Kološanom (Kol) - 1. pismo Tesaloničanom (1 Tes) - 2. pismo Tesaloničanom (2 Tes) - 1. pismo Timoteju (1 Tim) - 2. pismo Timoteju (2 Tim) - Pismo Titu (Tit) - Pismo Filemonu (Flm) - Pismo Hebrejcem (Heb) - Jakobovo pismo (Jak) - 1. Petrovo pismo (1 Pt) - 2. Petrovo pismo (2 Pt) - 1. Janezovo pismo (1 Jn) - 2. Janezovo pismo (2 Jn) - 3. Janezovo pismo (3 Jn) - Judovo pismo (Jud) |
| Nova zaveza 27 knjig: splošno sprejemajo vse krščanske verske skupnosti                            | Preroške                                      | Preroške                                  | Preroške                                  | - Razodetje (Apokalipsa) (Raz) |

### Poglavja in vrstice
Razdelitev posameznih knjig na oštevilčena poglavja sta v začetku 13. stoletju ločeno vsak zase izdelala angleški nadškof Stephen Langton (okoli 1150–1228)  in francoski kardinal Hugues de Saint-Cher (okoli 1200–1263), vendar se je uveljavila Langtonova razdelitev, ki je v splošni uporabi še danes. Njegovo številčenje je sprejelo tudi Judovsko Sveto pismo. Prvi, ki je novozavezna poglavja razdelil na vrstice, je bil italijanski dominikanski teolog Santi Pagnini (1470–1541), vendar se njegov sistem ni nikoli uveljavil. Njegove vrstice so bile v povprečju precej daljše od današnjih. Francoski tiskar in učenjak Robert Estienne (1503–1559) je razvil drugačno številčenje vrstic za svojo izdajo grške Nove zaveze iz leta 1551 ter ga uporabil tudi za izdajo francoskega prevoda dve leti kasneje. Njegov sistem pa se je širše uveljavil in danes ga uporabljajo praktično vse sodobne izdaje. Estienne je leta 1555 izdal še Vulgato, v kateri je prvič številčenje uporabil znotraj besedila – prejšnje izdaje so ga namreč imele na robu strani.

## Vsebina
Stara zaveza se začne z Mojzesovimi knjigami, ki vsebujejo zgodbe o stvarjenju sveta in človeka, očakih judovskega ljudstva, denimo o Noetu in svetovnem potopu ter Abrahamu ter njegovi družini. Vključujejo tudi zakone, ki naj bi jih Mojzes med begom iz Egipta prejel na gori Sinaj. Biblija se nadaljuje s knjigami, ki opisujejo življenje Judov v Palestini. Te vključujejo zgodbe o sodnikih, Samsonu, kralju Davidu in drugih. V preroških knjigah so opisana dela prerokov. 
Nova zaveza vsebuje štiri evangelije, ki opisujejo življenje in dela Jezusa Kristusa. Apostolska dela govorijo o zgodovini kristjanov po Jezusovi smrti. Sledijo apostolska pisma (Pavlova pisma, Pismo Hebrejcem, dve Petrovi pismi, Jakobovo pismo, Judovo pismo in tri Janezova pisma).
Sveto pismo se zaključi z Apokalipso ali Janezovim razodetjem, ki opisuje vizijo konca sveta apostola Janeza.